# یوکو میامورا
یوکو میامورا (انگلیسی: Yūko Miyamura; ۴ دسامبر ۱۹۷۲ – ) بازیگر، صداپیشه، و خواننده، مهندس صدا و مجری رادیو اهل ژاپن است. وی از سال ۱۹۹۴ میلادی تاکنون مشغول فعالیت بوده‌است.
از فیلم‌ها یا برنامه‌های تلویزیونی که وی در آن نقش داشته‌است می‌توان به نبرد سلطنتی اشاره کرد.